# The Sims 2
The Sims 2 è un videogioco di simulazione di vita sviluppato dalla Maxis e distribuito dalla EA Games. Si presenta come il seguito di The Sims.
The Sims 2 è stato pubblicato per PC il 17 settembre 2004 in versione CD-ROM e DVD. Nel DVD sono presenti vari materiali bonus, fra cui interviste agli sviluppatori e informazioni sul gioco. Il gioco è stato portato anche in ambiente macOS il 13 giugno 2005, grazie alla Aspyr. Una seconda versione, contenente vario materiale a tematica natalizia, è stata pubblicata il 17 novembre 2005 con il nome di The Sims 2 Christmas Pack. Del gioco sono inoltre state sviluppate numerose versioni per console, sebbene assai diverse dalla versione per PC.
Il gioco si presenta come molto differente dal predecessore: questo perché presenta una grafica interamente tridimensionale, il realismo è notevolmente aumentato, le interazioni sociali sono maggiori e vi è una maggiore libertà di movimento fuori dall'abitazione.
The Sims 2 è stato il videogioco per PC più venduto del 2004 con oltre 13 milioni di copie vendute in tutto il mondo. Esistono varie versioni del gioco, alcune presentano lievi differenze, altre, al contrario, sono molto diverse dal gioco per pc o console fissa. Quella per Game Boy Advance e per Ds presentano una vera e propria trama, si può visitare solo il quartiere Stranizia, non si può creare una famiglia, vi è solo una barra (chiamata "lucidità") e per proseguire nel gioco bisogna portare a termine delle missioni. 

## Modalità di gioco
Al contrario del predecessore, in cui l'età dei Sim era costante nel tempo, in The Sims 2 i Sim crescono e invecchiano, passando attraverso vari stadi, ognuno con una sua durata e con proprie caratteristiche: neonato, bebè, bambino, adolescente, giovane adulto (aggiunto con l'espansione University), adulto e anziano.
- Neonato: questa fascia d'età dura 3 sim-giorni. I neonati non possono essere controllati direttamente, ma è necessario preparare loro il biberon, metterli a dormire e cambiare loro il pannolino. Se non viene presa cura di loro, i servizi sociali li porteranno via.
- Bebè: questa fascia d'età dura 4 sim-giorni. Durante questa fase si possono comandare i Sim, che hanno tre principali obiettivi: imparare a parlare, a camminare e a usare il vasino.
- Bambino: questa fascia d'età dura 8 sim-giorni. I bambini cominciano ad andare a scuola, possono essere accettati in una scuola privata e devono imparare a studiare, con l'aiuto di un Sim più grande.
- Adolescente: questa fascia d'età dura 16 sim-giorni. I Sim iniziano a essere liberi di fare tutto (o quasi) quello che vogliono, con poche restrizioni. Inizieranno anche ad avere l'acne sul viso, che si potrà far sparire con una speciale crema.
- Giovane adulto (disponibile con University): questa fascia d'età dura quanto il semestre. Al suo termine, i Sim si ritrasferiranno al loro quartiere d'origine. Tuttavia, è uno stadio che non può essere giocato al di fuori dell'università.
- Adulto: questa fascia d'età dura 29 sim-giorni. I Sim adulti possono farsi una famiglia, trovarsi un lavoro, progredire e soddisfare tutti i loro desideri, in vista della vecchiaia.
- Anziano: questa fascia d'età dura da 9/10 a 30/31 giorni, a seconda di come si è condotta la vita e del livello aspirazione con cui si è entrati nella vecchiaia, ma anche a seconda di aumenti casuali. Gli anziani possono incoraggiare i Sim più giovani verso certi atteggiamenti.

Un'altra novità rispetto a The Sims sono le Aspirazioni: esse determinano i desideri e le paure del Sim, cioè quello che il Sim vorrebbe fare e quello che invece teme. Le aspirazioni sono sei: Successo, Conoscenza, Famiglia, Romanticismo, Popolarità e Crescere (solo per i neonati e i bambini). A partire dall'espansione Nightlife sono presenti anche le aspirazioni Piacere e Tramezzino al formaggio (segreta), ottenibile tramite l'uso del premio per l'aspirazione che permette di scegliere un'aspirazione secondaria. A partire da FreeTime sarà possibile scegliere due aspirazioni per i Sim.  
Strettamente legate alle aspirazioni, le Paure e i Desideri aiutano il Sim ad andare avanti nella sua vita, o lo ostacolano. I desideri aggiungono punti aspirazione se avverati, mentre le paure li tolgono. Sono determinati da vari fattori: ad esempio, un Sim con aspirazioni familiari avrà paure e desideri diversi da quelli di un Sim con aspirazioni di popolarità. Di base i Sim hanno quattro desideri e tre paure; tuttavia, con l'espansione University, se il sim consegue una laurea, i desideri diventeranno cinque (sei se la laurea sarà conseguita con lode), mentre le paure dei Sim espulsi dall'università diventeranno quattro. L'indicatore delle aspirazioni (che può modificare anche l'umore) viene aumentato esaudendo i desideri del Sim, mentre diminuisce col passare del tempo o col realizzarsi delle paure.

### Crea un  Sim
Come per il capitolo precedente, il giocatore può scegliere nome, sesso, colore della pelle, personalità e segno zodiacale del Sim, ma in The Sims 2 viene ampliata la possibilità di personalizzazione, che ora include nuove fasce d'età, scelta della pettinatura, il make-up, l'abbigliamento e altri accessori. Inoltre, è il primo capitolo della serie che permette di agire su zone localizzate del corpo, come modificare la forma del naso o il colore degli occhi. Se nella stessa famiglia si creano almeno due Sim adulti di sesso opposto, sarà possibile generare un figlio, il risultato genetico dei due Sim selezionati. L'unica fascia d'età non disponibile nella modalità Crea un Sim è quella dei bebè.
Tutto ciò che i Sim faranno nella loro vita è basato sui tratti che si decide loro di dare all'inizio del gioco, oppure su quelli generati casualmente alla loro nascita. Questi cinque tratti sono sempre in coppia e possono avere un valore da 0 a 10. I punti a disposizione al momento della creazione dei Sim possono venire disposti come si preferisce, anche se sono un numero limitato. A partire dall'espansione Nightlife i Sims hanno anche dei gusti: sono tre, di cui due stimolanti e uno deprimente. Se due Sim si incontrano e i loro gusti sono compatibili il loro rapporto sarà più facile. I gusti dei Sim vengono definiti quando si crea il Sim o quando questo diventa adolescente, con una pozione in dotazione al passaggio da bambino-adolescente.

### Abilità
Esercitandosi con determinati oggetti un Sim può migliorare le sue abilità, ovvero la sua capacità a eseguire certe azioni. Esse influenzano quindi il tempo necessario per fare un certo compito e la sua riuscita. Per progredire nella carriera inoltre, sono richiesti un certo numero di punti abilità. Le abilità primarie sono Cucina, Meccanica, Carisma, Corpo, Logica, Creatività e Pulizia. Un altro modo di guadagnare punti abilità è l'uso dell'"Aspira-Sim" (premio per le aspirazioni) che permette, se usato con un livello di aspirazione superiore a Oro, di "aspirare" i punti abilità da un altro Sim. Inoltre, per guadagnare più velocemente punti abilità, i Sim possono usufruire del "Cappello Pensatore" (premio per le aspirazioni) che aumenta la velocità con cui vengono apprese le abilità. Tuttavia, se usato con un livello aspirazione inferiore ad Oro, potrebbe portare alla perdita dei punti stessi.
Durante l'infanzia, ai Sim-bimbi devono essere insegnate tre principali abilità, che possono essere insegnate da un adulto, un anziano o un adolescente. Queste sono: Camminare, Parlare e Usare il vasino. Un modo per far apprendere velocemente le abilità ai bambini è dargli l'apposito "Biberon" (premio per le aspirazioni): grazie a questo i bambini apprenderanno più velocemente le loro abilità. 

### Carriere
Il gioco permette ai Sim di avere carriere in Affari, Crimine, Cucina, Lavori alternativi, Medicina, Militare, Politica, Polizia, Scienza e Sport. Con l'aggiunta di expansion pack al gioco base vengono inserite nuove carriere, come Architettura, Istruzione e Musica. Per i Sim adolescenti è possibile cercare un lavoro part-time da svolgere nel pomeriggio dopo l'orario scolastico. Ciò vale anche per i Sim anziani. Questi potranno inoltre mettersi in pensione: in questo caso riceveranno la metà del totale della loro precedente paga settimanale da adulti, che gli verrà assegnata in ragione di un settimo della somma ogni giorno. 
Un veicolo verrà a prendere il Sim un'ora prima del suo orario di lavoro e durante tutta la durata del turno non sarà possibile controllare il Sim, trovandosi al di fuori del lotto. Con l'espansione Nightlife il Sim potrà recarsi autonomamente al lavoro utilizzando la propria automobile (qualora il giocatore ne avesse comprata una), mentre a partire da Live with Friends il Sim potrà anche andarci a piedi. 
Alcune volte compariranno degli avvisi che descrivono una situazione complicata venutasi a creare sul posto di lavoro del Sim e il giocatore avrà la possibilità di selezionare diverse alternative: in base alla scelta fatta, il Sim subirà delle conseguenze, che possono talvolta essere positive, come una promozione, e altre volte negative, come il licenziamento in tronco. Tuttavia, il giocatore può anche decidere di non sfidare la sorte e rifiutarsi di scegliere, lasciando invariato il corso degli eventi.
Con l'espansione Funky Business, i Sim possono anche guadagnarsi da vivere o incrementare i fondi aprendo esercizi commerciali propri. Ciò può essere fatto acquistando un lotto esterno a quello residenziale oppure costruendo un'attività nella stessa abitazione. Con l'istallazione di questo expansion pack i Sim possono acquisire dei talenti nel campo del lavoro. Maggiore è l'esperienza del Sim in un certo campo (stemma di bronzo, d'argento e d'oro), maggiori saranno i benefici: per esempio, creando composizioni floreali all'apposito bancone, si sbloccheranno nuovi tipi di fiori di maggior valore e così via.

### Famiglie
I Sim possono avere delle famiglie: il giocatore può crearle in Crea un Sim stabilendo i rapporti di parentela, oppure far incontrare i Sim tra loro manualmente. I Sim adulti possono provare ad avere dei figli, un'opzione disponibile anche ai maschi anziani con una partner femminile più giovane. Se il concepimento va a buon fine viene riprodotta una melodia. Le Sim incinte manifestano nausea e/o vomito per una giornata, fino a quando la gravidanza non viene rivelata: solo a questo punto indosseranno vestiti da maternità, che non possono essere cambiati fino al parto. La gestazione dura tre giorni, durante i quali le Sim incinte non vanno a lavorare, pur percependo lo stipendio. Alcune azioni o esercizi fisici sono inibiti durante la gravidanza. Finito il travaglio, la Sim partorisce uno o due Sim, se il parto risulta gemellare. Dopo la nascita, il neonato richiede cure assidue o rischia di essere prelevato dai servizi sociali, che possono presentarsi a portarlo via anche quando già frequenta le scuole elementari o superiori. Se i genitori devono uscire di casa, possono assumere un baby sitter che si occupi dei figli durante la loro assenza.

### Scenario
A differenza del gioco precedente, in questo secondo capitolo sono presenti tre quartieri diversi: "Bellavista", "Stranizia" e "Verona Creek" (nell'originale rispettivamente Pleasantview, Strangetown e Veronaville). Ogni quartiere è organizzato seguendo un tema particolare, uno scenario all'interno del quale vanno a inserirsi le vite dei Sims. Vi è inoltre la possibilità di creare quartieri personalizzati, selezionando modelli già messi a disposizione dal gioco, oppure crendo quartieri con l'aiuto di SimCity 4. I quartieri possono essere decorati a piacimento con alberi, fari, sassi, edifici non accessibili e altro. Oltre ai lotti residenziali, sono presenti nei quartieri anche vari lotti commerciali, in cui i Sim possono recarsi per fare shopping o incontrare amici.
Con l'installazione delle espansioni, poi, è possibile aggiungere delle "estensioni" al proprio quartiere: le aree universitarie con University (dove sono presenti dormitori e club segreti), il centro cittadino con Nightlife, la zona commerciale con Funky Business e infine le mete vacanziere con World Adventure. Altre espansioni invece aggiungono quartieri interi: "Fiumefertile" per Seasons, "Valle dei Desideri" per FreeTime e "Baia di Belladonna" per Live with Friends. L'unica espansione che non ha la possibilità di aggiungere quartieri speciali è Pets.

### Compra e costruisci
Le case possono essere modificate o interamente create dal giocatore attraverso la modalità Costruisci. Si possono collocare fondamenta, muri, porte e finestre, pavimentazioni e scale, a piacimento. L'esterno può essere arricchito da recinzioni, cancelli, alberi, cespugli, fiori, laghi, fontane e piscine, e, possedendo l'espansione Nightlife, anche da vialetti per parcheggiare la macchina, mentre con l'espansione Seasons i Sim possono anche crearsi un orto ed avere alberi da frutta. La casa può avere più piani (al contrario che in The Sims, dove al massimo le case erano di due piani) e può essere formata anche da varie strutture disgiunte.
Attraverso la modalità Compra può essere arredato a piacimento l'interno e l'esterno del lotto, con un gran numero di oggetti, dagli elettrodomestici ai tavoli, dalle decorazioni ai computer, dalle lampade ai sanitari. Durante questa modalità, il gioco è in pausa. Per ottenere una buona casa, oltre al fine estetico, bisogna tener conto dei soldi a disposizione e degli attributi di ogni oggetto. Esistono infatti numerosi oggetti con la stessa funzione, ma con un diverso aspetto, un diverso prezzo e soprattutto delle differenti statistiche: ad esempio, un forno costa di più ed è più ingombrante di un fornetto a micro-onde, ma produrrà cibi più nutrienti. 
I vari oggetti in modalità Compra possono essere raggruppati secondo la modalità (predefinita) per funzione, oppure a seconda della stanza in cui sono più adatti. Viene inoltre data la possibilità al giocatore di creare raccolte personalizzate di oggetti, in modo da ritrovare facilmente forniture simili o che comunque si abbinino bene fra di loro. Esistono numerosi siti internet non ufficiali, alcuni dei quali a pagamento, che contengono oggetti aggiuntivi.

### Morte dei Sim
I Sim muoiono di vecchiaia oppure prematuramente per cause disparate, come fame, incendio, annegamento o folgorazione. In The Sims 2 sono stati implementati numerosi altri modi di morire, come morte per satellite, per intossicazione o per congelamento. In genere la morte colpirà solo i Sim dall'età adolescenziale in su, mentre i Sim allo stato infantile verranno portati via dai servizi sociali prima che ciò accada. Tuttavia, ciò avverrà soltanto in alcuni casi: se infatti un Sim allo stato di bambino sarà salvato prima di morire di fame dagli assistenti sociali, lo stesso non avverrà nel caso di un incendio, che potrà causare la morte del Sim.
Morendo, i Sim lasciano una lapide (se posizionata all'esterno della casa) o un'urna (se all'interno). Inoltre, con l'espansione Nightlife, le tombe possono essere spostate in un lotto comunitario, così da creare un vero e proprio cimitero. Prima di morire, il Tristo Mietitore apparirà accanto al Sim e ne stabilirà la morte. Per evitare che il Sim muoia è possibile che un altro Sim, con alti valori di relazione con il trapassato, supplichi il Tristo Mietitore quando viene a prelevare l'anima del defunto: il supplicante e il Tristo Mietitore giocheranno a morra, avendo per posta la vita del Sim morto. Se il defunto viveva in casa da solo, il Tristo Mietitore potrebbe rilassarsi, prendersi qualcosa da bere o guardare un po' di TV prima di andarsene.
È possibile inoltre usare il premio per la carriera Paranormale (introdotto con l'espansione University) che permette al Sim di resuscitare i propri cari defunti: si tratta di un telefono con cui contattare il Tristo Mietitore, che vi chiederà una somma in denaro. Tuttavia, pagando una somma di denaro bassa, questo li trasformerebbe in Zombie (ad eccezione dei bambini).
I Sim morti possono anche tornare a fare visita ai vivi come fantasmi, e avranno un diverso aspetto a seconda di come sono morti e anche diversi atteggiamenti, ma tutti cercheranno di spaventare i Sim vivi. I fantasmi possono anche essere in collera con le persone che abitano nella casa.
L'unico modo per liberarsi di un fantasma è pulire le urne rotte, vendere le urne o tombe o spostarle in un lotto comunitario.

### Tipologie di Sim
Oltre ai Sim standard che possono essere creati nella modalità Crea un Sim, esistono altre tipologie di Sim, molti dei quali aggiunti attraverso un'espansione:
- Alieni (gioco base): un Sim partorirà un alieno se è stato rapito in seguito all'uso di notte (dalle 19 alle 2 circa) del telescopio più costoso. Se il Sim rapito è maschio, allora tornerà sicuramente in stato interessante: se era una donna, allora è meno probabile. Nella versione per console, invece, i Sim-alieni saranno creabili direttamente dal CAS (Create-A-Sim).
- Zombie (espansione University): un Sim morto tornerà alla vita da Zombie se è stato resuscitato in maniera errata con il premio alla carriera Paranormale. L'unico modo per riportare il Sim in vita com'era prima è sborsare una consistente quantità di denaro.
- Vampiri (espansione Nightlife): un Sim diventa Vampiro quando viene morso da un altro Vampiro. I vampiri esposti alla luce del giorno avranno un velocissimo calo dei bisogni. Possono tornare allo stato normale comprando un filtro dalla Zingara Sentimentale.
- Robot (espansione Funky Business): un Robot viene costruito grazie al banco di lavoro apposito, avendo lo stemma di talento robotica a livello oro.
- Lupi Mannari (espansione Pets): un Sim si tramuta in Lupo Mannaro quando è morso da un altro Lupo Mannaro. Può tornare normale comprando una pozione dall'addestratrice o dalla Zingara Sentimentale (presente nell'espansione Nightlife).
- Vege-Sims (espansione Seasons): i Sim divengono Vege-Sim tramite intossicazione, mentre spruzzano il parassicida sulle piante. Hanno bisogno solo di acqua (una doccia è perfetta) e di luce (come quella delle serre). Non hanno bisogno né di mangiare, né di dormire. Possono tornare normali acquistando un filtro da un membro del Club di Giardinaggio o dalla Zingara Sentimentale.
- Yeti (espansione World Adventure): sono Sim che si trovano nei lotti segreti. Stabilendo un buon rapporto con essi, possono essere "adottati", entrando a far parte di una sim-famiglia. Sono pelosi, non curano molto la loro igiene, ma hanno tutte le abilità e gli stemmi di talento al massimo livello.
- Genio (espansione FreeTime): si ottiene trovando una lampada magica, ma non è controllabile dal giocatore. Una volta chiamato, il Sim potrà esaudire tre desideri a sua scelta, come ottenere la pace mentale o del denaro. Dopo aver esaudito i desideri, il genio scomparirà.
- Streghe (espansione Live with Friends): questi Sim posseggono abilità magiche e si dividono in tre categorie: Streghe e Stregoni della luce, del buio e neutrali. I poteri si scambiano via altri Sim magici. Per tornare normali si può creare una pozione dal proprio calderone o chiamare una Zingara Sentimentale.

Sono inoltre presenti bizzarri personaggi che spuntano solo in determinate circostanze (di solito negative), come il Coniglio Sociale, che appare come per magia ogni volta che un Sim trascurerà eccessivamente la socialità, il Terapeuta, che interviene quando il livello di aspirazioni di un Sim è talmente basso da renderlo incapace di qualsiasi reazione, o l'agente pignoratore, un individuo dotato di uno strano cannone aspirante che userà per sottrarre dalle case quanto necessario quando i Sim non pagano le bollette.
Con lo stuff pack Christmas Party appaiono anche i personaggi di Babbo Natale, Padre Tempo e Neonato di Capodanno.

## Espansioni
Come il predecessore (in cui le espansioni sono arrivate a 7), anche per The Sims 2 sono state pubblicate ben 8 espansioni. Vengono pubblicate a cadenza semi-regolare, ogni 6 mesi circa, a un prezzo più basso rispetto al gioco base. Le espansioni possono essere installate in qualsiasi ordine e non è necessario possederle tutte per continuare a giocare, ma una volta installate, serve il CD dell'ultima espansione per giocare. Contengono vari oggetti aggiuntivi (solitamente un centinaio) e alcune funzioni addizionali.
Ogni espansione sviluppata è stata caratterizzata dall'introduzione di una nuova razza (vedi sopra). Nessuna di queste razze può essere creata direttamente dal giocatore: in seguito ad eventi particolari nascono Alieni e vengono costruiti Robot, oppure un Sim già esistente può venire trasformato in un'altra delle razze.
| Anno di uscita | Nome              | Novità | Caratteristiche | Nuovi quartieri                                                                    | Nuovi NPC                                                                                                   | Creature        |
| -------------- | ----------------- | --- | --- | ---------------------------------------------------------------------------------- | --- | --------------- |
| 2005           | University        | Vita nei college da abbinare ai quartieri residenziali; nuova fascia di età giovane-adulto.                                                      | Studenti, laurea, dormitori, nuove carriere, oggetti universitari. | Campus universitari: Università di Stato, Académie Le Tour e Politecnico La Fiesta | Barista, mascotte, studenti, professori.                                                                    | Zombie          |
| 2005           | Nightlife         | Nuovi lotti comunitari; nuovi oggetti utili; automobili; ristoranti; discoteche e nightclub nei lotti commerciali.                               | Nuove aspirazioni, veicoli guidabili, appuntamenti, gusti. | Centro Sim                                                                         | Zingare sentimentali, camerieri, concierge, chef, la Signora Crumplebottom.                                 | Vampiri         |
| 2006           | Funky Business    | Permette ai Sim di aprire e gestire attività commerciali, sia in casa che nei lotti comunitari.                                                  | Aprire attività; creare e vendere oggetti; costruire negozi; nuove costruzioni; nuovi tetti; ascensori; stemmi di talento.                                                                        | Villaggio Acquablu                                                                 | Reporter, barbieri.                                                                                         | Robot (o Servi) |
| 2006           | Pets              | Possibilità di comprare o adottare degli animali domestici.                                                                                      | Molte razze di cani e gatti; uccelli tropicali; criceti; pesci; oggetti per gli animali; animali controllabili; enciclopedia del gioco; strumento Martello.                                       | N.D.                                                                               | Addestratore di animali, istruttore, lupi, puzzole.                                                         | Lupi Mannari    |
| 2007           | Seasons           | Tempo atmosferico; aggiunta delle stagioni; coltivazione e pesca.                                                                                | Eventi atmosferici come pioggia, neve, grandine e tuoni; scottature; congelamenti; attività stagionali; pesca; giardinaggio; nuove piscine; Club di giardinaggio; nuove carriere; oggetti a tema. | Fiumefertile                                                                       | Membri del Club giardinaggio, pinguini.                                                                     | Vegesims        |
| 2007           | World Adventure   | Permette ai Sim di andare in vacanza e di visitare tre diverse località turistiche.                                                              | Nuovi sapori; campeggio; hotel personalizzabili; lotti spiaggia; nuovi balli locali; gioielli; segreti da scoprire.                                                                               | Mete turistiche: Isola Twikkii, Tre Laghi e Villaggio Takemizu                     | Danzatori del fuoco, personale alberghiero, guide turistiche, domestiche, fattorini, borseggiatori, pirati. | Yeti            |
| 2008           | FreeTime          | Riguarda il divertimento nel tempo libero, con una varietà di attività creative, intellettuali o fisiche.                                        | Nuovi hobby come sport, ballo, musica, scienza, natura, artigianato, cucitura, riparazione di auto, gare; nuove carriere.                                                                         | Valle dei Desideri                                                                 | Mister Humble, membri degli hobby                                                                           | Genio           |
| 2008           | Live with Friends | Nuovo stile di vita all'interno di appartamenti dove vivere insieme ai vicini; possibilità di far vivere più famiglie nello stesso appartamento. | Nuove relazioni sociali con i vicini; abilità sociali; nuovi oggetti utili; soffitti; scale a chiocciola; letti vibranti; introduzione di streghe e incantesimi.                                  | Baia di Belladonna                                                                 | Maggiordomi, proprietari, ballerini breakdance, mimi.                                                       | Streghe         |

### Stuff Packs
Oltre alle espansioni, a partire dall'anno 2005, nuovi oggetti a tema sono contenuti nei cosiddetti Stuff Packs, delle mini-espansioni che non includono nuove funzionalità ma solo nuovi oggetti e vestiti. Ne sono stati pubblicati in tutto dieci: Christmas Party Pack, Family Fun, Glamour Life, 2006 Christmas, Celebration!, H&M Fashion, Teen Style, Kitchen & Bath Interior Design, IKEA Home e Mansion & Garden.

### Raccolte
Tra il 2007 e il 2010 sono uscite delle Collection contenenti una selezione di espansioni e Stuff Packs:
- The Sims 2 Deluxe (include il gioco base e l'espansione Nightlife);
- Double Deluxe (include il gioco base con l'espansione Nightlife e lo staff pack Celebration! Stuff);
- University Life (include l'espansione University e gli stuff packs IKEA Home Stuff e Teen Style Stuff);
- Fun with Pets (include l'espansione Pets e gli stuff packs Mansion & Garden Stuff e Family Fun Stuff);
- Shop & Business/Best of Business (include l'espansione Funky Business e gli stuff packs H&M Fashion Stuff, Kitchen & Bath Interior Design Stuff).

In occasione della fine del supporto di questo gioco e della creazione di The Sims 4, la EA ha deciso per una settimana di regalare a chiunque il download digitale del gioco nella versione Ultimate Collection, contenente tutte le espansioni e stuff-pack del gioco.